# 以色列國防軍誤殺人質事件
2023年12月15日，以色列國防軍士兵在以色列入侵加沙地帶期間於加沙地帶的舒加艾耶執行任務。以色列國防軍士兵在行動中錯誤地槍殺3名正在尋求救援的以色列人質，這些人質是在卡法阿扎大屠殺及尼爾阿姆戰役中被哈馬斯所俘。此事件引起公眾對以色列國防軍和本雅明·內塔尼亞胡政府的軍事主義政策之批評。

## 遇害者
被以色列國防軍槍殺的3名人質分別是26歲的阿隆·沙姆里茲（希伯來語：אלון שמריז），28歲的約塔姆·海姆（希伯來語：יותם חיים）和22歲的薩米爾·塔拉爾卡（希伯來語：סאמר אל-טלאלקה）。這3名男子都是在2023年10月7日的阿克薩洪水行動中被哈馬斯綁架。
阿隆·沙姆里茲是卡法阿扎居民，其於大約一年前從南美洲旅行歸來以色列，計劃在薩皮爾學院學習工程學，並繼續在家族木製包裝企業工作，他生前效力於沙爾哈內蓋夫地區委員會的籃球隊。事發當日他在家中被綁架。
約塔姆·海姆是卡法阿扎居民，是當地樂隊「Persephore」的鼓手及餐飲業者，海姆在被綁架當日本應前往特拉維夫表演。沙姆里茲及海姆兩人是從卡法阿扎基布茲被綁架。
薩米爾·塔拉爾卡是內蓋夫貝都因人，在基布茲的一家雞孵化場工作，其原定於2023年夏天結婚，並建好房子。他是在尼爾阿姆基布茲被綁架，他被綁架後Telegram中流傳著一張他位於加沙地帶的照片。

## 事件
據以色列國防軍一名官員稱，3名男性人質赤裸上身走出一棟大樓，走向「數十米」外的一群以色列國防軍士兵，其中一人拿著一根裹著白布的棍子。一名士兵將他們認定為「恐怖分子」，並向他們開火。2名人質當場死亡，第三名人質受傷並跑回建築物中，用希伯來語呼救。然後，營區指揮官命令部隊停火。但之後以色列國防軍士兵再次開槍射擊將第三名人質殺死。根據《國土報》報道的版本，以色列國防軍士兵尾隨第三名人質進入大樓並將其槍殺，因為「他們相信這是一名哈馬斯恐怖分子，試圖引誘他們落入陷阱」。《新消息報》報道稱，以色列士兵要求第三名人質從他藏身的建築物中出來，然後在他再次出現時開槍射殺他。士兵們檢查屍體後，開始懷疑他們原先的判斷，因為屍體有識別標記，暗示他們確實是成功從哈馬斯逃脫的以色列人質。人質的屍體被送回以色列後，其身分得到確認。12月16日，薩米爾·塔拉爾卡在家鄉下葬。
事發前幾天，士兵們注意到人質藏身的一棟建築物，該建築物距離人質最終被擊斃的地點200米。他們看到窗戶外掛著寫有「SOS」和「救命，三名人質」的布條，這些字母是用食物殘寫在布上的。以色列國防軍判斷這棟房子可能是陷阱。

## 反應

### 以色列國防軍和以色列政府
12 月15 日，以色列國防軍表示，在舒加艾耶的行動中，他們「錯誤地將三名以色列人質認定為威脅」導致用友軍火力殺死他們。一名以色列國防軍高級軍官表示：「我們過去曾在一些地方聽到過這樣的喊叫聲，然後發生了戰鬥，這些喊叫最終證明是試圖將以色列國防軍引向一棟建築物，然後對他們開火。不幸的是，我們誤認為這就是這樣的事件。」
以色列總理本雅明·內塔尼亞胡向受害者的家屬表示慰問，而以色列國防部長約阿夫·加蘭特稱這次殺戮為「對每個以色列人都感到痛苦的事件」。赫茲·哈勒維中將表示，這次槍擊違反了以色列國防軍的交戰規則，並且人質「已經盡了一切努力來表明他們無害」，包括脫掉上衣以顯示他們並未攜帶炸藥。事件第二天，他向以色列國防軍第99師發表演說，提醒他們不要射殺投降的加沙人，而是將他們視為戰俘。當被問及涉事士兵是否會被退役時，以色列國防軍發言人理查德·赫克特中校表示，他們將「以一切可能的方式來支持」他們，因為這次事件是「可怕和悲劇性的錯誤」。以色列國防軍發言人喬納森·康里克斯中校表示，不會對這些士兵採取任何紀律處分，並且以色列國防軍的地面行動不會因殺戮事件而改變。
2024年4月15日，以色列總統赫爾佐格會見3名人質家屬。

### 評論
親巴勒斯坦的聲音和對以色列國防軍的批評者強調，這一事件表明以色列軍隊對平民濫用武力，認為士兵們只是將投降的以色列人質誤認為是投降的巴勒斯坦人。人權觀察項目主任薩里·巴什表示，「他們殺人不眨眼」，而這宗案件只是因為死者是以色列人而受到調查。卜采萊姆的羅伊·耶林表示，他的組織記錄了「無數明顯投降但仍被槍殺的事件」，並且該事件發生在以色列暴力長期升級的趨勢之後，但基本上沒有人受到懲罰。以色列開放大學教授亞吉爾·利維指出「正式的交戰規則與在戰場實踐之間存在真正的差距」，而以色列記者那胡姆·巴拉尼則稱該事件為戰爭罪。3名人質被以軍殺害的消息傳出後，被綁架者和失蹤者家屬委員會在特拉維夫以色列國防軍總部外舉行抗議活動，呼籲透過談判結束人質危機。

## 另見
- 尤瓦爾·卡斯爾曼被殺事件
- 希琳·阿布·阿克勒被殺事件